# Laloides
Laloides is een vliegengeslacht uit de familie van de roofvliegen (Asilidae).

## Soorten
- L. auripes (Bromley, 1930)
- L. disciplenus (Walker, 1861)
- L. justus (Walker, 1858)
- L. notabilis (Macquart, 1838)
- L. phalaris (Osten-Sacken, 1882)
- L. productus (Walker, 1857)
- L. pseudolus (Osten-Sacken, 1882)
- L. tigris Tomosovic & Grootaert, 2003